# Сражение при Гойто
Сражение при Гойто (ит. Battaglia di Goito) произошло между сардинской и австрийской армией 30 мая 1848 года в ходе Первой войны за объединение Италии. Пьемонтская армия выиграла сражение, так как австрийцы не смогли прорваться, чтобы снять осаду Пескьеры и предотвратить ее капитуляцию, которая произошла за день до битвы.
После сражения при Куртатоне и пьемонтская, и австрийская армии теперь были сосредоточены на западной стороне Минчио: пьемонтцы к югу от Пескьеры, австрийцы контролировали Мантую. Фельдмаршал Радецкий послал свои войска на север, чтобы освободить Пескьеру.
Из Мантуи Радецкий направил свой первый и резервный корпуса к Гойто, а его второму корпусу и кавалерии было приказано провести разведку в направлении Черезары. Пьемонтские войска были развернуты в две линии. Первая линия тянулась от берегов Минчио у Гойто на запад. Вторая линия занимала высоты над Гойто. 
Около 14:00 30 мая кавалерийские пикеты обеих сторон вступили в перестрелки. Бригада Бенедека из 1-го корпуса продвинулась из Сакки в сторону Гойто, попав в 15:30 под артиллерийский огонь итальянских орудий на высотах Соменцари. Австрийцы развернули собственную артиллерию (12 орудий и 3 ракетные установки), но не смогли сломить превосходство итальянской артиллерии. Король Карл Альберт проявил личную храбрость и был слегка ранен.
В то время как бригада Бенедека оставалась прижатой к Гойто, бригады Вольгемута и Страссольдо продвигались слева от него, отбрасывая силы противника. Чтобы остановить продвижение австрийцев, генерал Бава в 17:00 отправил вперед гвардейскую бригаду (справа) и бригаду Аоста (слева). Продвижение гвардейской бригады остановила бригада Дьюлаи из 2-го корпуса. В свою очередь, бригада Аоста заставила отступить бригаду Вольгемута. Бригада Бенедека тоже была вынуждена отступить, когда её атаковали прибывшие неаполитанские подкрепления. С приближением темноты в 19:00 обе стороны отошли на исходные позиции. Примерно в это же время Карл Альберт получил сообщение о сдаче австрийцами Пескьеры, что закончило сражение при всеобщем ликовании итальянцев.
Сильный ливень помешал всем боевым действиям в течение следующего дня. Уведомленный о сдаче Пескьеры и неспособный одолеть пьемонтскую армию, фельдмаршал Радецкий отвел 2 июня свои войска. 
Пьемонтская армия сражалась в обороне и сохранила контроль над полем битвы, что помешала фельдмаршалу Радецкому освободить Пескьеру. Однако это внушило пьемонтскому командованию чувство самоуспокоенности, которое, вкупе с отсутствием четкого стратегического плана, в конечном итоге позволило Радецкому преодолеть эту неудачу, возобновить наступление и в итоге нанести решительное поражение сардинской армии в битве при Кустоце.